# Дуглас Гофстедтер
Дуглас Ричард Гофстедтер (англ. Douglas Richard Hofstadter; нар. 15 лютого 1945, Нью-Йорк) — американський фізик та інформатик; син лауреата Нобелівської премії з фізики Роберта Гофстедтера. Здобув всесвітню популярність завдяки книзі «Гедель, Ешер, Бах: ця нескінченна гірлянда», що була опублікована 1979 року, а 1980 року отримала Пулітцерівську премію в категорії «Нехудожня література».

## Біографія
Студіював математику в Стенфордському університеті до 1965 року та в Університеті Орегону до 1972 року. В Університеті Орегону 1975 року захистив дисертацію з фізики. Його подальша наукова діяльність пов'язана з Регенсбурзьким університетом, Індіанським університетом в Блумінгтоні, Массачусетським технологічним інститутом та Університетом Мічигану.
Гофстедтер є членом Американської асоціації кібернетики та Товариства когнітивістики. Лауреат премії Товариства Літературних критиків, Пулітцерівської премії та Американської Літературної премії.
Наразі професор Індіанського університету, керівник Центру з вивчення творчих можливостей людського мозку.

## Наукові зацікавлення
Головною темою Гофстедтера є питання про природу людського інтелекту, пізнання та самоусвідомлення. До цих фундаментальних питань Гофстедтер підходить з погляду фізики, інформатики, формальної логіки та меншою мірою фізіології. У 1980 роки він був представником наукового напрямку, який покладав великі надії на дослідження в галузі штучного інтелекту. У дослідженнях інтелекту Гофстедтер закликав уникати надмірних спрощень, на його думку, рішення проблем інтелекту лежить через синтез холізму й редукціонізму.

## Погляди
Гофстедтер висловлював скепсис щодо широко відомих проєктів та підходів у галузі штучного інтелекту. Наприклад, з приводу поразки Гаррі Каспарова від суперкомп'ютера Deep Blue він сказав, що ця подія є поворотним моментом, але при цьому не має нічого спільного з розвитком у комп'ютерів розуму.
Гофстедтер був як учасником, так і організатором дискусій на тему прогнозів технологічної сингулярності. 1999 року він організував симпозіум при Індіанському університеті, а у квітні 2000 року інший симпозіум при Стенфордському університеті, де став головою експертної групи, що складається з Реймонда Курцвейла, Ганса Моравека, Ральфа Меркле, Білла Джоя та інших. Гофстедтер висловлював сумнів у можливості технологічної сингулярності в близькому майбутньому.

## Закон Гофстедтера
Жартівливий рекурсивний закон, який говорить, наскільки складно планувати щось.
| Ліві лапки | Будь-яка справа завжди триває довше, ніж очікується, навіть якщо врахувати закон Гофстедтера. | Праві лапки |

Згадується в книзі «Гедель, Ешер, Бах: ця нескінченна гірлянда».